# Mannschaftszeitfahren bei den Commonwealth Games
Seit 1934 (II. British Empire Games in London) werden Wettbewerbe im Radsport im Rahmen der Commonwealth Games (früher British Empire Games) für Radrennfahrer aus den Ländern der Commonwealth of Nations veranstaltet. Das Mannschaftszeitfahren bei den Commonwealth Games fand von 1982 bis 1994 bei den Commonwealth Games statt. Die Frauen trugen das Mannschaftszeitfahren lediglich 1994 aus.

## Palmarès
| Jahr | Sieger     | Fahrer                                                              |
| ---- | ---------- | ------------------------------------------------------------------- |
| 1982 | England    | Joe Waugh – Malcolm Elliott – Bob Downs – Steve Lawrence            |
| 1986 | England    | Alan Gornall – Deno Davie – Keith Reynolds – Paul Curran            |
| 1990 | Neuseeland | Brian Fowler – Gavin Stevens – Graeme Miller – Ian Richards         |
| 1994 | Australien | Phil Anderson – Brett Dennis – Henk Vogels junior – Damian McDonald |